# Josef Gammel
Josef Gammel (* 13. August 1901 in Thann; † 21. September 1959 bei Landersdorf) war ein deutscher katholischer Geistlicher und Heimatforscher.

## Leben
Josef Gammel war das älteste von zehn Kindern einer Bauernfamilie. Er wurde auf dem Schillerhof im Dorf Thann bei Pfrombach geboren. Er besuchte sechs Jahre eine Volksschule, danach das Internat in Scheyern und schließlich das Knabenseminar in Freising. 1921 erlangte er das Abitur und nahm ein Studium der Philosophie und Theologie an der theologischen Hochschule in Freising auf. Zu dieser Zeit begann er sich für Heimat- und Ahnenforschung zu interessieren und Material zu sammeln, unter anderem über die Pfarrgeschichte von Pfrombach.
Gammel empfing seine Priesterweihe 1926 im Dom zu Freising. Von 1926 bis 1931 wirkte er als Kooperator in Moosinning und Eichenried. Er notierte seine historischen Nachforschungen über diese und andere Orte in Schulheften, die sich heute im Staatsarchiv in Landshut befinden. 1929 wurden seine Erkenntnisse veröffentlicht. Nach kurzzeitiger Priestertätigkeit in Lengdorf und Ohlstadt amtierte Gammel von 1931 bis 1943 als Kooperator in Dorfen und übernahm dann die Pfarrstelle an der Pfarrkirche St. Georg in Oberdorfen. 
Im September 1959 kam Josef Gammel bei einem Verkehrsunfall ums Leben. Am östlichen Ortsrand von Landersdorf wurde ein Gedenkkreuz (Marterl) aufgestellt.
Über seine seelsorgerische Tätigkeit hinaus erstellte Gammel ein umfangreiches heimatgeschichtliches Werk, das sich der Orts- und Heimatgeschichte und dem religiösen Leben in Dorfen widmet.
Gammel war zudem Heimatforscher des Dorfener Raumes. Seit 1934 veröffentlichte er seine Forschungsarbeiten im Dorfener Intelligenzblatt. Diese behandeln die Orts-/Häuser-/Kirchen- und Wallfahrtsgeschichte des (damaligen) Marktes Dorfen, sowie die Geschichte der Filialorte seiner beiden betreuten Pfarreien. Dazu verfasste er Beiträge zur Geschichte der beiden Hofmarkten Babing und Inning (das heutige Moosinning) sowie der verschwundenen Edelsitze Gschlössl Lindum und Zeilhofen. Außerdem verfasste er die Geschichte des ehemaligen Landgerichts Dorfen. Die Arbeiten wurden von Albrecht Gribl zusammenfassend herausgegeben.
1958 wurde Gammel mit dem Bundesverdienstkreuz ausgezeichnet. Informationen über Josef Gammel sind Teil der ständigen Ausstellung des Heimatmuseums in Dorfen. In Moosinning erinnert die Josef-Gammel-Straße an ihn.

## Werke
- Moosinning in Vergangenheit und Gegenwart. Erding 1929
- Söhne und Töchter der Pfarreien Dorfen und Oberdorfen im Priester- und Ordensstand. Oberdorfen 1950
- Zeilhofen in alter und neuer Zeit. Oberdorfen 1953
- Albrecht A. Gribl (Hrsg.): Dorfener Land in Geschichtsbildern. Das Werk des Heimatforschers Pfarrer Josef Gammel (1901–1959). Präbst, Dorfen 1980, ISBN 978-3926390004.